# Matteo van der Grijn
Matteo van der Grijn (Amsterdam, 23 februari 1981) is een Nederlands acteur.

## Studie
Van der Grijn studeerde in 2007 af aan de Toneelschool Arnhem.

## Privé
Van der Grijn is vader van een dochter en een zoon. Hij is een zoon van de acteur Wim van der Grijn en actrice Diane Lensink en een kleinzoon van Ton Lensink en Henny Orri. Hij spreekt vloeiend Italiaans, doordat hij vrijwel zijn hele jeugd in Vinazza heeft gewoond, een piepklein bergdorp in Italië, waar zijn moeder tot haar dood in 2012 vakantiehuisjes verhuurde aan bekenden uit de Nederlandse toneelwereld en kookte voor haar gasten.

## Nominaties
| Jaar | Prijs                         | Categorie                                      | Productie          |
| ---- | ----------------------------- | ---------------------------------------------- | ------------------ |
| 2011 | John Kraaijkamp Musical Award | Beste mannelijke hoofdrol in een grote musical | Soldaat van Oranje |

## Filmografie
| Film            | Film                                      | Film                          | Film                        |
| Jaar            | Productie                                 | Rol                           | Opmerkingen                 |
| --------------- | ----------------------------------------- | ----------------------------- | --------------------------- |
| 2008            | Tiramisu                                  | Taco                          | bijrol                      |
| 2008            | Zomerhitte                                | Chauffeur                     | bijrol                      |
| 2010            | De boule de boule                         | Axel                          | hoofdrol                    |
| 2011            | Pien                                      | man                           | hoofdrol                    |
| 2012            | De Overloper                              | Dolf                          | bijrol                      |
| 2013            | Lieve Céline                              | Johan 2                       | bijrol                      |
| 2013            | Daglicht                                  | Bo                            | bijrol                      |
| 2013            | The Croods                                | Grug Crood                    | Nederlandse stem / hoofdrol |
| 2014            | Toscaanse Bruiloft                        | Camillo                       | hoofdrol                    |
| 2014            | Cornea                                    | Niels                         | hoofdrol                    |
| 2015            | Undercover                                | Willem                        | hoofdrol                    |
| 2015            | De lange nasleep van een korte mededeling | Jack                          | hoofdrol                    |
| 2015            | Mannenharten 2                            | Jasper                        | bijrol                      |
| 2016            | Of ik gek ben                             | Gregor                        | bijrol                      |
| 2016            | De roze bril                              | Bram VR                       | hoofdrol                    |
| 2017            | Het Verlangen                             | André                         | bijrol                      |
| 2017            | Chimère                                   | Ruben                         | hoofdrol                    |
| 2017            | Gek van geluk                             | Hugo                          | hoofdrol                    |
| 2018            | Bankier van het verzet                    | Huub van Schie                | hoofdrol                    |
| 2018            | Retrospekt                                | Frank                         | hoofdrol                    |
| 2018            | The Goldfinch                             | Gyuri                         | bijrol                      |
| 2019            | Imaginair                                 | politie                       | bijrol                      |
| 2019            | Forever rich                              | agent bij aanhouding          | bijrol                      |
| 2020            | The Croods: A New Age                     | Grug Crood                    | Nederlandse stem / hoofdrol |
| 2022            | Sing 2                                    | Jimmy Crystal, wolf           | Nederlandse stem / hoofdrol |
| 2022            | Zwanger & Co                              | Theo                          | hoofdrol                    |
| 2022            | Lightyear                                 | Buzz Lightyear                | Nederlandse stem / hoofdrol |
| 2024            | Invasie                                   | Guus Piwek                    | bijrol                      |
| 2024            | Hokwerda's kind                           | Jack                          |                             |
| 2025            | iHostage                                  | Abe                           |                             |
| Televisie       |                                           |                               |                             |
| Jaar            | Productie                                 | Rol                           | Opmerkingen                 |
| 2005            | Baantjer                                  | Edwin Kuijpers/Robin Kuijpers | gastrol                     |
| 2005            | Gooische Vrouwen                          | Manuel, tennisleraar          | gastrol                     |
| 2006            | Evelien                                   | Pepe                          | gastrol                     |
| 2007            | Keyzer & De Boer Advocaten                | Nick Mulder                   | gastrol                     |
| 2008            | Spoorloos verdwenen                       | Stefan Hetting                | gastrol                     |
| 2008-2009       | Bit                                       | Menno Prins                   | hoofdrol                    |
| 2009            | Shouf Shouf!                              | directeur                     | gastrol                     |
| 2009            | De co-assistent                           | Bo                            | gastrol                     |
| 2010            | Retour Uruzgan                            |                               | hoofdrol                    |
| 2010            | Verborgen Gebreken                        | Robert Stam                   | gastrol                     |
| 2010            | De Troon                                  | Frederik der Nederlanden      | hoofdrol                    |
| 2011            | Hart tegen hard                           | Arthur van Liempt             | gastrol                     |
| 2011            | Levenslied                                | Chris Liebrands               | gastrol 9 aflev.            |
| 2014            | Nieuwe buren                              | Scotty                        | gastrol 7 aflev.            |
| 2014            | Welkom bij de Romeinen                    | gladiator/Asteropaeus         | gastrol 3 aflev.            |
| 2016-2017       | De mannen van dokter Anne                 | Sam Zwart                     | hoofdrol                    |
| 2017            | Celblok H                                 | vader Caat                    | gastrol                     |
| 2017            | Flikken Rotterdam                         | Simeon Markus                 | gastrol                     |
| 2019            | Undercover                                | man bij PSV wedstrijd         | gastrol                     |
| 2019            | DNA                                       | Jos van Dongen                | hoofdrol                    |
| 2019-2020       | Keizersvrouwen                            | Michiel Pressman              | hoofdrol                    |
| 2020            | Klem                                      | president Katoerah            | gastrol 4 aflev.            |
| 2020            | De regels van Floor                       | Erik vader van Danny          | gastrol                     |
| 2021            | Tribes of Europa                          | Merk                          | gastrol 5 aflev.            |
| 2021-2022, 2024 | Oogappels                                 | Bart                          | gastrol 8 aflev.            |
| 2021            | Adem in, Adem uit                         | Arie                          | gastrol 5 aflev.            |
| 2021            | Sinterklaasjournaal                       | man met paard                 | gastrol                     |
| 2022            | Het herriehofje                           | Stef                          | gastrol                     |
| 2022            | Het Gouden Uur                            | Ilja                          | gastrol                     |
| 2023            | Ted Lasso                                 | Matthijs                      | gastrol 2 aflev.            |
| 2023            | Hockeyvaders                              | Vincent                       | gastrol                     |
| 2024            | The Passion                               | Petrus                        | hoofdrol                    |
| 2024            | Medisch Centrum West                      | Jack                          | gastrol                     |

## Theater
| Jaar                             | Productie                                         | Rol                           | Producent                               |
| -------------------------------- | ------------------------------------------------- | ----------------------------- | --------------------------------------- |
| 2002                             | Hamlet                                            |                               | De Theatercompagnie                     |
| 2003-2004                        | Liefdeslounge                                     |                               | Bellevue Lunchtheater                   |
| 2004-2005                        | Het familiebedrijf                                |                               | Theaterwerkplaats Generale Oost         |
| 2005                             | Korte scène Festival / De Beweging                |                               | Theaterwerkplaats Generale Oost         |
| 2005-2006                        | Tevreten - Een moralistisch pamflet in elf scènes | David Edgerton                | Theaterwerkplaats Generale Oost         |
| 2006                             | Driekoningenavond                                 | kantoorpersoneel              | De Theatercompagnie                     |
| 2006-2007                        | Het koude kind                                    |                               | De Theatercompagnie                     |
| 2006-2007                        | Dogville                                          |                               | RO Theater                              |
| 2007                             | Zomergasten                                       |                               | ArtEZ hogeschool voor de kunsten        |
| 2007                             | Wat is dat voor gele vogel                        |                               |                                         |
| 2007-2008                        | Levende doden                                     | Ray                           | Het Nationale Toneel                    |
| 2008-2009                        | Party Time                                        |                               | Zomergasten                             |
| 2008-2009                        | Rome en Juli's posse                              | Rome / Agent Brik             | ZEP                                     |
| 2009                             | De rovers                                         |                               | Zomergasten                             |
| 2009                             | Man is man                                        |                               |                                         |
| 2010                             | Koken met Elvis                                   |                               | Toneelgroep Oostpool                    |
| 2010-2011 en juli 2012-juli 2014 | Soldaat van Oranje                                | Erik Hazelhoff Roelfzema      | NEW Productions B.V.                    |
| 2011-2017                        | Midzomernachtdroom                                | Demetrius, verliefd op Hermia | Het Nationale Toneel                    |
| 2012                             | De prooi                                          |                               | Het Nationale Toneel                    |
| 2012                             | Als wij niets doen...                             |                               | Theater Na de Dam                       |
| 2014-2015                        | Blauwdruk voor een nog beter leven                | Otto                          | Het Nationale Toneel                    |
| 2015-2016                        | Fatal attraction                                  | Daan                          | DommelGraaf & Cornelissen Entertainment |
| 2016                             | Sky                                               | Edward Nieuwman               | Imagine Nation                          |
| 2016-2017                        | Indecent Proposal                                 |                               | DommelGraaf & Cornelissen Entertainment |
| 2019                             | Jumping Jack                                      | Jack Middelburg               | BUOG                                    |
| 2020                             | Cocktails                                         |                               | Hummelinck Stuurman Theaterbureau       |
| 2020                             | Schuld of onschuld - De kerstmoord                |                               | Hummelinck Stuurman Theaterbureau       |

## Muziek
In mei 2020 heeft hij een (mini) album opgenomen met zijn band The Men, getiteld Ramble.
| Jaar | Productie          | Track                         |
| ---- | ------------------ | ----------------------------- |
| 2010 | Soldaat van Oranje | Morgen is vandaag             |
| 2014 | Het Klokhuis       | Coma                          |
| 2016 | Het Klokhuis       | De grachten zijn van iedereen |
| 2019 | Schooltv           | Hoe een oorlog begint         |
| 2020 | Het Klokhuis       | Niemand wil dit echt          |

## Televisieoptredens
| Jaar | Productie           |
| ---- | ------------------- |
| 2010 | MaDiWoDoVrijdagshow |
| 2017 | Weet Ik Veel        |
| 2019 | M                   |
| 2024 | The Passion         |

## Radio
| Jaar | Productie | Opmerkingen |
| ---- | --------- | ----------- |
| 2011 | De Moker  | hoorspel    |